# Pfeilspitze

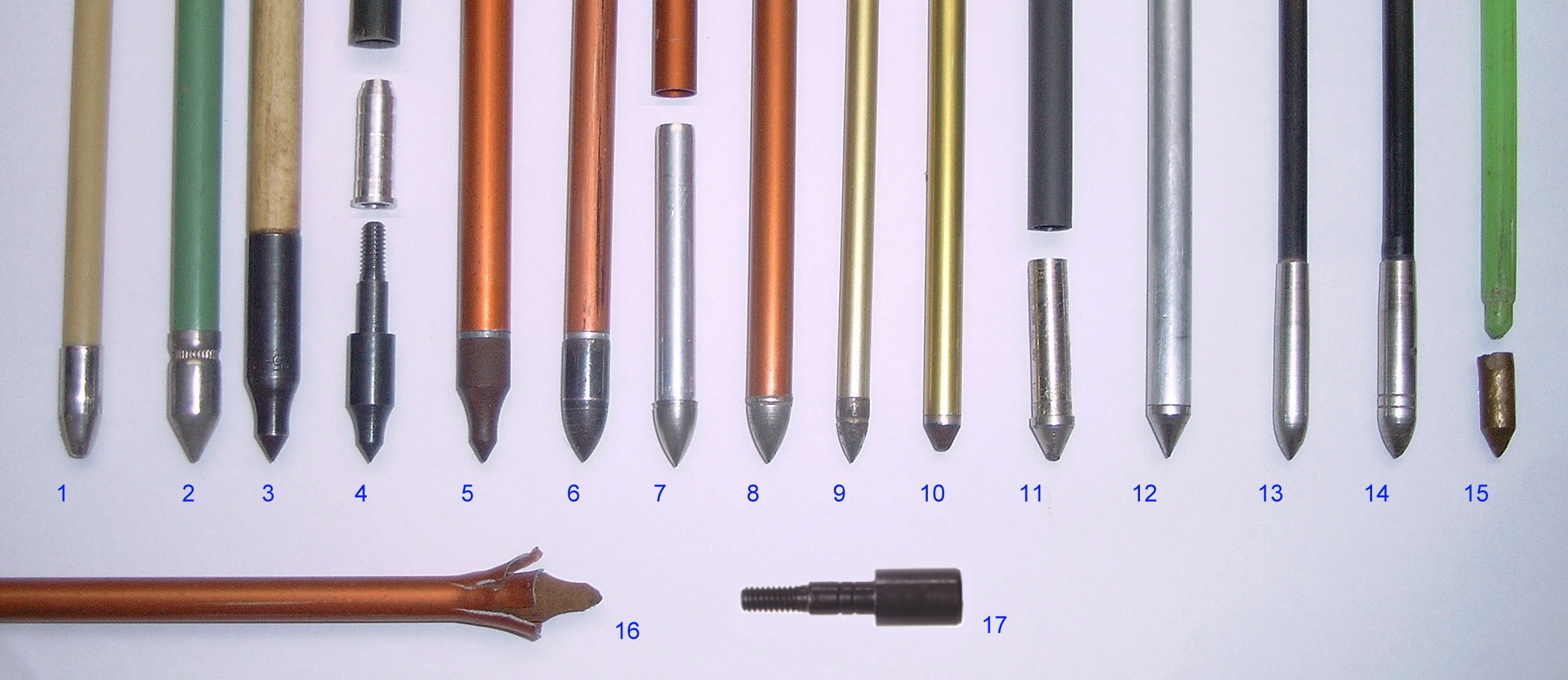
Auswahl verschiedener Pfeilspitzen:
1 u. 2 – Anfängerpfeile aus Holz mit Blechspitze,
3 – Zedernholzschaft mit Feldspitze,
4 – Feldspitze mit „insert“ auf Glasfaserschaft,
5 – Feldspitze auf Aluschaft,
6, 7, 8, 9, 13, 14 – „bullet“-Spitzen,
7 u. 11 – unterschiedliche Scheibenspitzen-„insert“ für Alu-/Carbonpfeilschäfte,
10, 11, 12 – Kegelspitzen-„insert“,
11, 13, 14 – Carbonschäfte mit verschiedenen Durchmessern,
15 – Messingspitze vor Glasfaserschaft,
16 – Ein zerstörter Aluminium-Pfeilschaft nach einem Steintreffer,
17 – eine „blunt“-Spitze

Als Pfeilspitze wird die Spitze verschiedener Pfeil-Arten bezeichnet. Pfeilspitzen haben die Aufgabe, am Zielort eine bestimmte Wirkung hervorzurufen und den Pfeilkörper zur Wiederverwendbarkeit zu schützen.

## Pfeilspitzen im 21. Jahrhundert

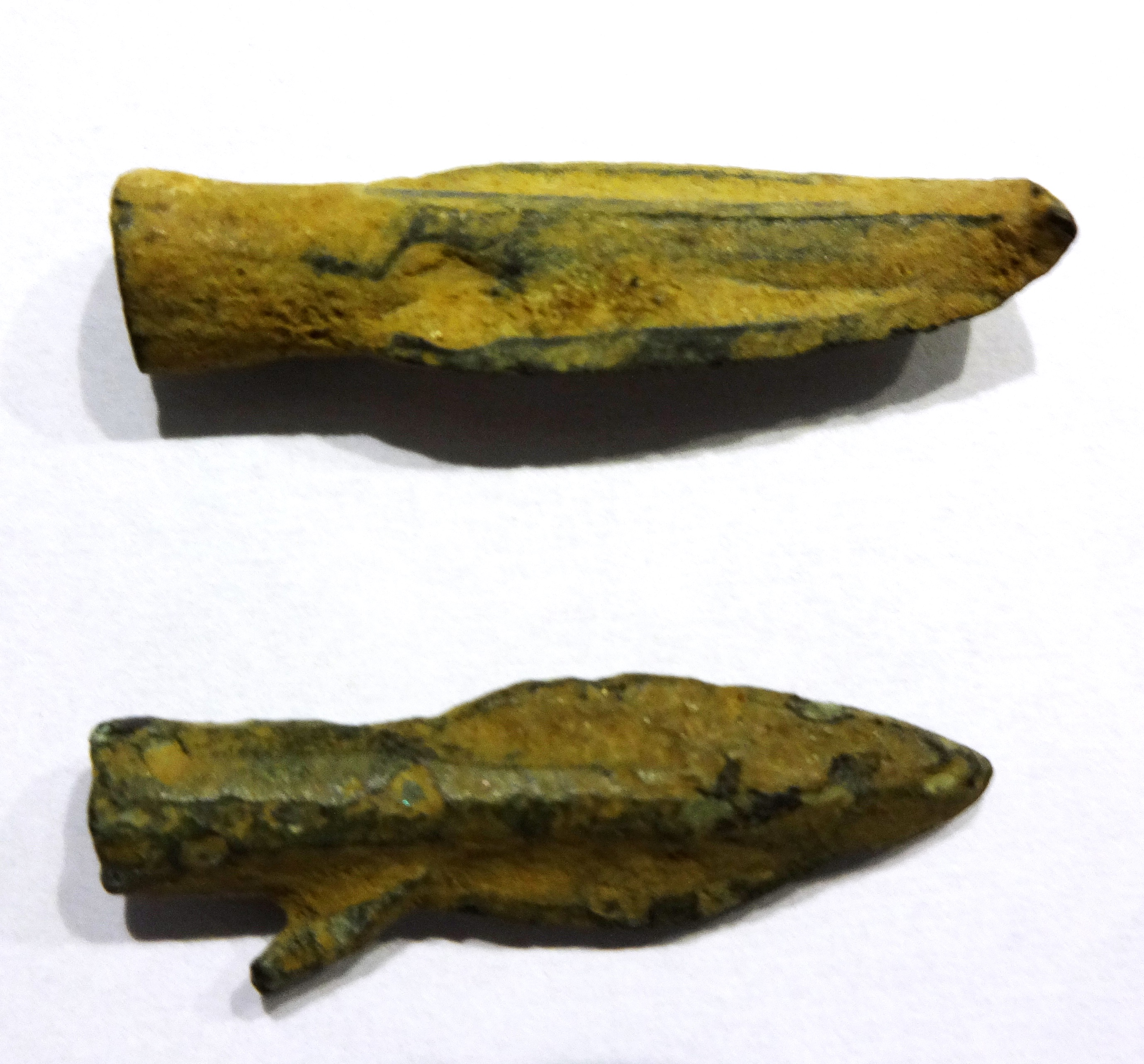
Antike Pfeile mit und ohne Widerhaken

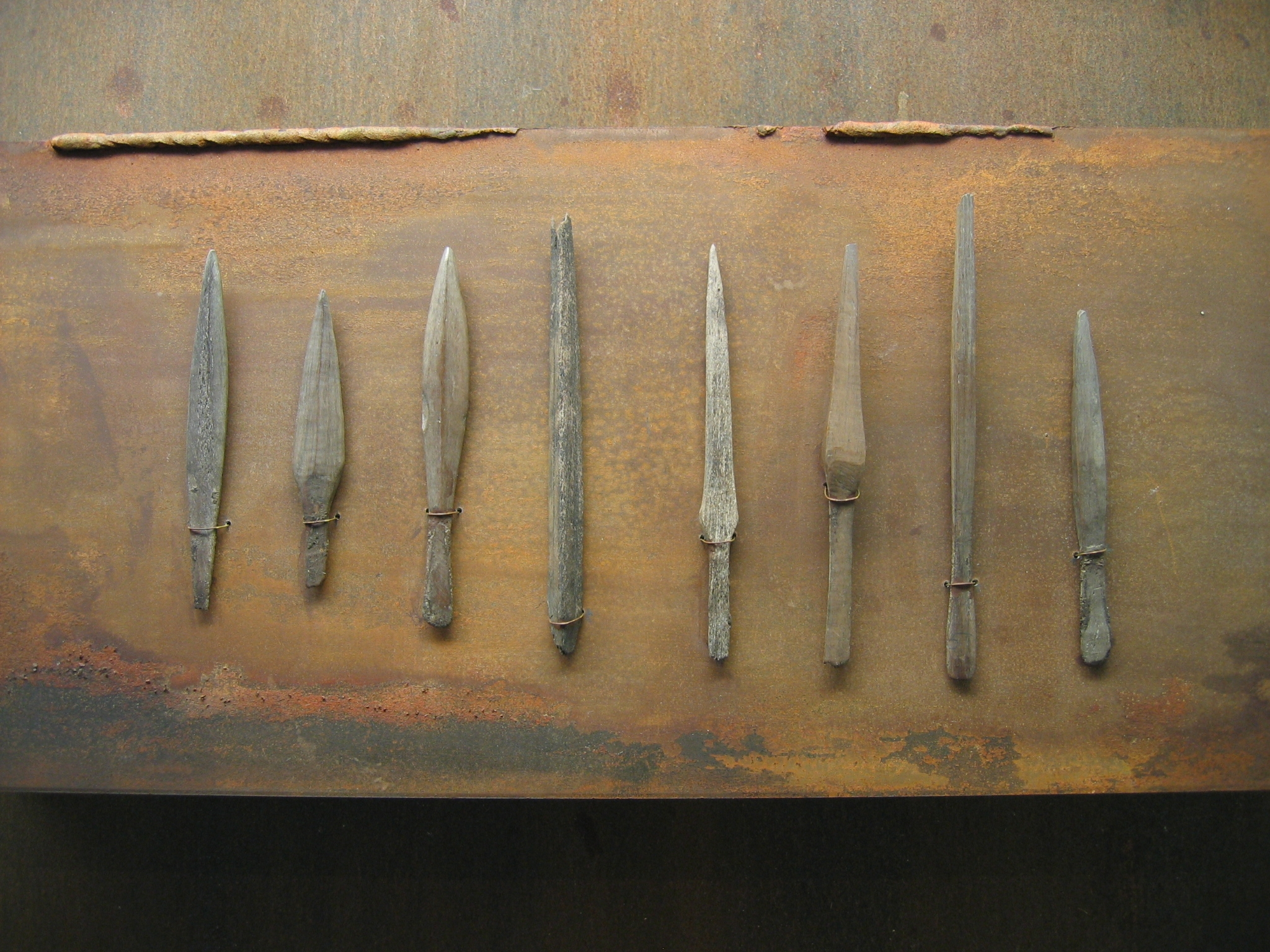
Pfeilspitzen aus Knochen und Geweih aus dem Nydam-Moor (3.–5. Jh. nach Chr.)

Pfeilspitzen im 21. Jahrhundert haben im Bogensport hauptsächlich die Funktion, den Pfeil zu schützen und für sichere Treffergebnisse auf den Zielscheiben zu sorgen. Weiterhin gibt es Pfeilspitzen, die zur Bogenjagd genutzt werden. Hierbei gibt es eine große Vielfalt in Ausführung und Form.

## Archäologie

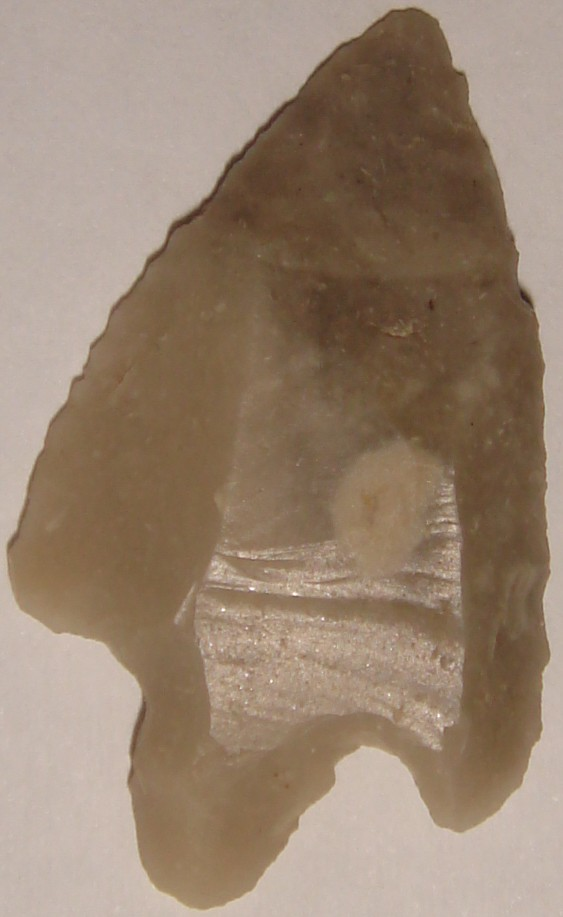
Blattspitze, Feuerstein (Grand Pressigny), mit Schaftzunge, eingezogene Pfeilbasis (Widerhaken, einer abgebrochen)

Als Pfeilspitzen finden sich die Spitzen verschiedener Pfeilmunitions-Arten, namentlich der Bogenpfeile, der Armbrustbolzen, der Armbrustgeschützbolzen, der Katapultbolzen, der Blasrohrpfeile sowie der von Feuerwaffen abgeschossenen flügelstabilisierten Geschosse bezeichnet. Soweit nicht eindeutig entschieden werden kann, wie eine Spitze beschleunigt wurde, wird auch von Projektilspitzen gesprochen.

Die mit Abstand größte Formenvielfalt an Pfeilspitzen findet sich bei Bogenpfeilen, die vom Bogenschützen verwendet werden, bei Armbrusten und Katapulten ist die Vielfalt geringer, da die Bolzen in die Laufrinne dieser Geräte passen müssen, ohne dass der Pfeil/Bolzen auf einer zu dicken Pfeilspitze aufliegt. Am wenigsten Spielraum in der Formgebung lassen dabei Blasrohr- und Feuerwaffenpfeile, deren Spitzen niemals breiter sein können als der rohrartige Lauf, aus dem diese Pfeile verschossen werden.

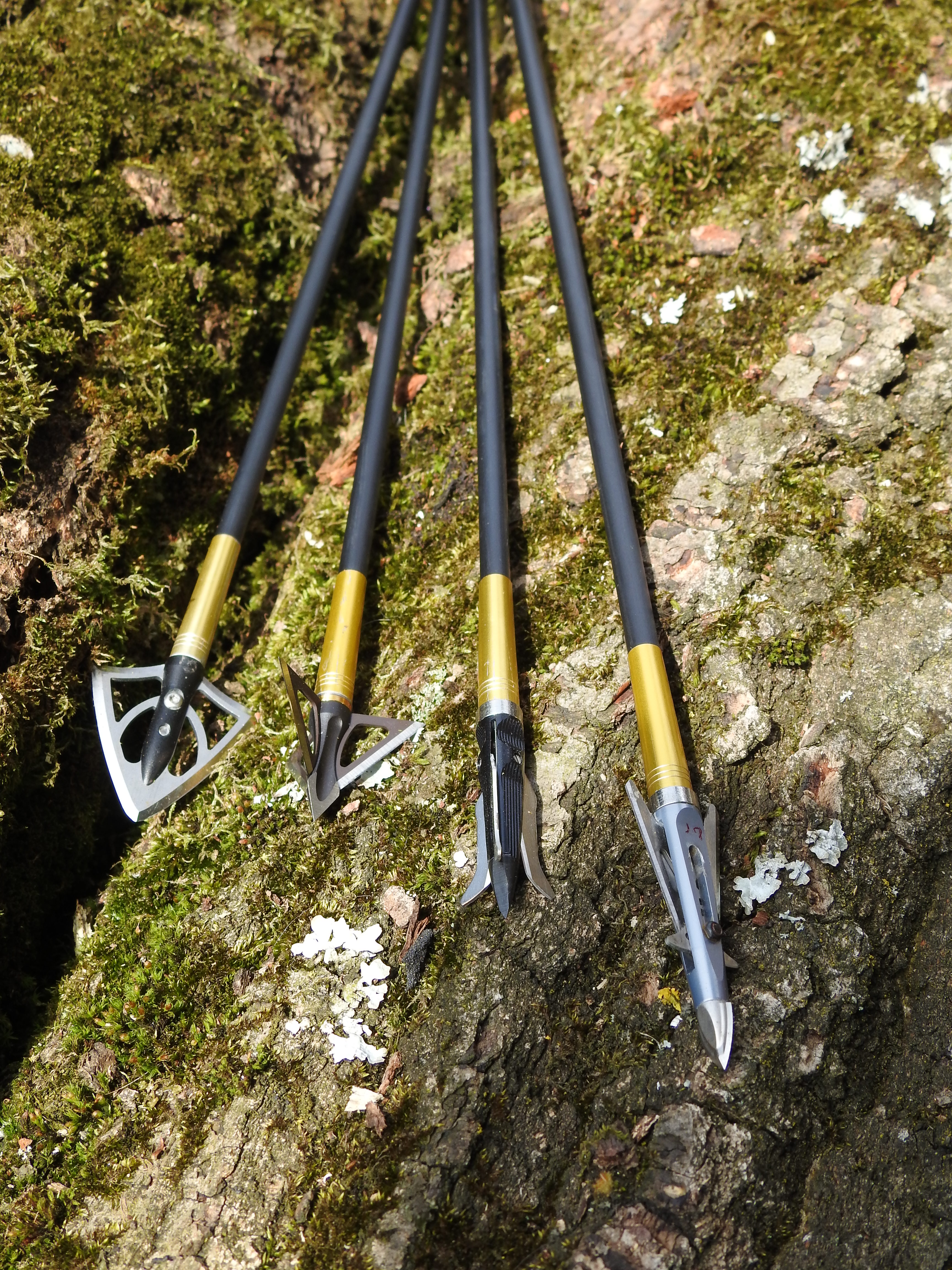
Moderne Jagdpfeile aus Carbonfaser mit feststehenden und mechanische Jagdspitzen für die moderne Bogenjagd

### Funktionen

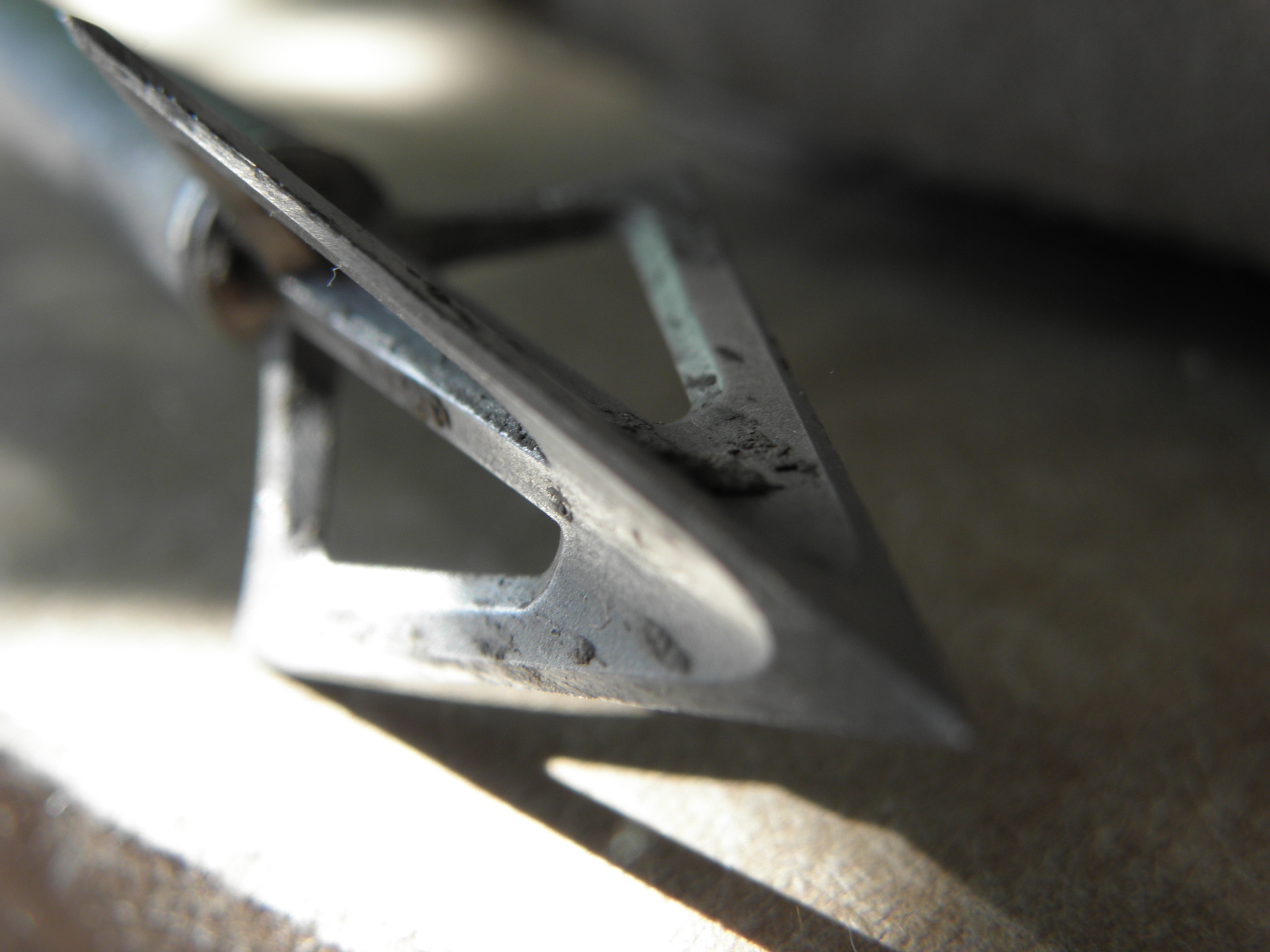
Ein Jagdpfeil aus dem 21. Jahrhundert

Bis etwa zur Jahrtausendwende klassifizierten Archäologen und Historiker Pfeilspitzen nach Stilen, die unterschiedlichen sozialen oder kulturellen Gruppen zugeschrieben wurden. Seitdem zeigte sich bei Analysen verschiedener Kulturen in den unterschiedlichsten Verbreitungsgebieten, dass dabei funktionale Kriterien ignoriert wurden. Universell zeigen Dokumentationen seither, dass die Menschen bei Pfeilspitzen für große Ziele über etwa 40 kg zwischen Jagdspitzen und Kriegsspitzen unterschieden. Kleine Ziele wurden nur bei der Jagd beschossen, zumeist mit Spitzen aus organischem Material.
Bekannt sind vor allem Penetrator-Pfeilspitzen, die in den Körper eines Beutetiers oder Feindes eindringen:
- Jagdspitzen zum Töten eines Beutetiers oder zum Einschießen von Pfeilgift / Betäubungsmittel,
- Kriegsspitzen zum Verwunden bzw. Töten eines Feindes oder zum Einschießen von Pfeilgift / Betäubungsmittel.

Ein Indiz, aber kein abschließender Beweis für eine militärische Verwendung sind Widerhaken an der Pfeilspitze, die das Herausziehen des Pfeils erschweren und dabei weitere Verletzungen verursachen können. Vor allem wurde bei Jagdspitzen darauf geachtet, dass sie fest mit dem Schaft verbunden waren, so dass der Pfeil mit der Spitze aus der Beute herausgezogen und wiederverwendet werden konnte. Bei Kriegsspitzen war dies gerade nicht erwünscht, die Spitze sollte sich vom Schaft lösen und in der Wunde verbleiben, so dass auch eine Verletzung in peripheren Körperregionen in der Schwere stieg.
Daneben gibt es noch zahlreiche Sonderformen, etwa Falarika / Brandpfeile zum Inbrandsetzen gegnerischer Infrastruktur, pfeifende Pfeile zum Signalisieren an eigene oder feindliche Truppenteile oder kolbenartige Pfeilspitzen (Blunts) zum Erschlagen oder Betäuben kleinster Beutetiere bzw. zum Bewusstlos-Schießen von Feinden.

### Einteilung
Pfeilspitzen können nach folgenden drei Merkmalen (Material, Schäftung, Aussehen der Spitze) und nach der Funktion klassifiziert und benannt werden.

#### Material
Organisch
Holz, Geweih, bzw. Horn, Knochen, Zahnmaterial.
Anorganisch
Achat, Bergkristall, Feuerstein, Jaspis, Obsidian, Quarzit, verschiedene Metalle, wie Bronze, Eisen bzw. Stahl und Kupfer.

#### Schäftung

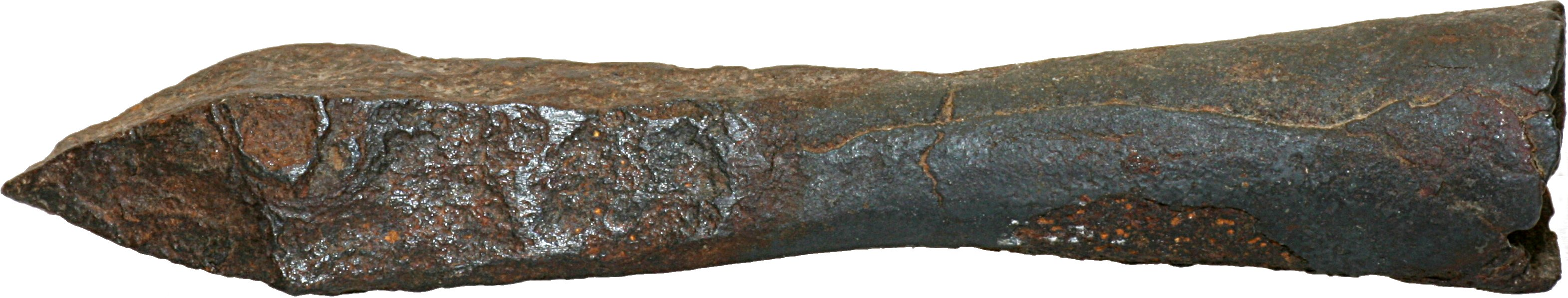
Eiserne Tüllenspitze, Armbrust

Keine Schäftung
Material von Spitze und Schaft des Pfeils sind identisch, weil aus einem Stück gefertigt, z. B.  Blasrohrpfeile aus gespaltenem Bambus oder Mittelrippen von Palmblättern usw. Alternativ wird die Spitze direkt in einen Spalt des Pfeilschafts eingeklebt oder festgebunden. Die Blasrohrpfeile von Eingeborenen haben in der Regel keine Metallspitzen.
Angel oder Erl
Am hinteren Ende läuft die Pfeilspitze in einen schmalen, flachen Streifen aus, die Flachangel oder der Flacherl, der in einen in den Pfeilschaft eingesägten Spalt gesteckt und darin festgeklebt und/oder festgebunden wird, z. B. Flachspitzen und viele europäische Feuersteinspitzen.
Steckangel, Steckerl oder Spitzerl
Am hinteren Ende läuft die Pfeilspitze in einen dünnen, meist konischen viereckigen Stift aus, den Spitzerl, Steckerl oder Steckangel, welcher in den Hohlraum eines Rohrschafts oder ein gebohrtes Loch in einem Holzschaft gesteckt wird, z. B. die meisten asiatischen Pfeilspitzen (Bambuspfeile). Einige moderne Pfeilspitzen haben eine Schraubangel, sie trägt ein Schraubgewinde und wird in den Pfeilschaft, der ein Innengewinde hat, eingeschraubt.
Tüllenspitze 
Am hinteren Ende läuft die Pfeilspitze in eine konische Tülle aus, welche auf den Pfeilschaft gesteckt (evtl. zusätzlich geklebt) wird. Dies ist nur bei metallenen Pfeilspitzen möglich, z. B. bei mittelalterlichen Pfeilspitzen und Armbrustbolzen sowie römischen Katapultbolzen. Die Tüllen bleiben an einer Seite offen, was ihre Klemmwirkung auf dem Pfeilschaft erst ermöglicht.

#### Form der Spitze

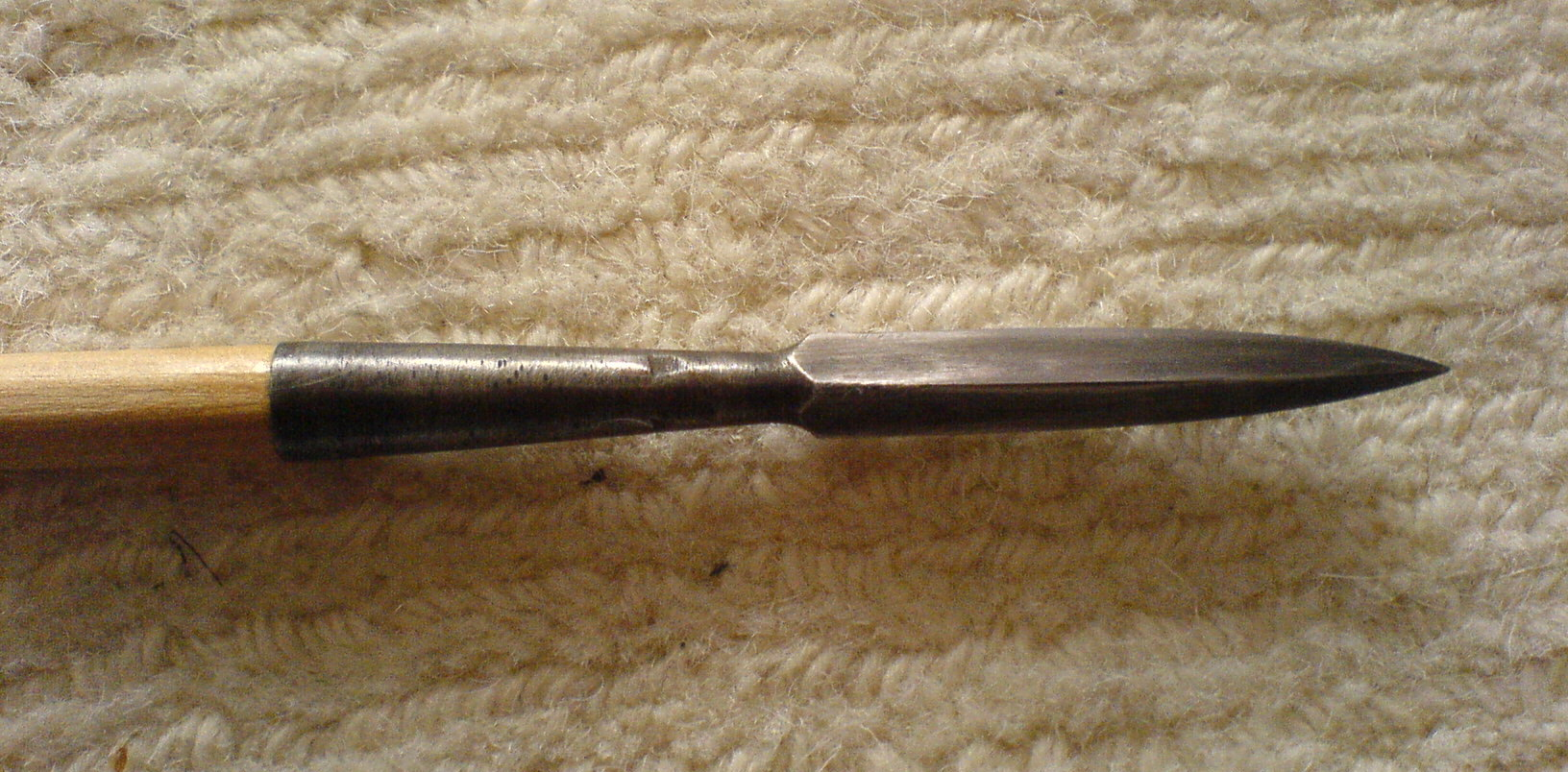
Ungeflügelte Bodkinspitze mit Schafttülle.

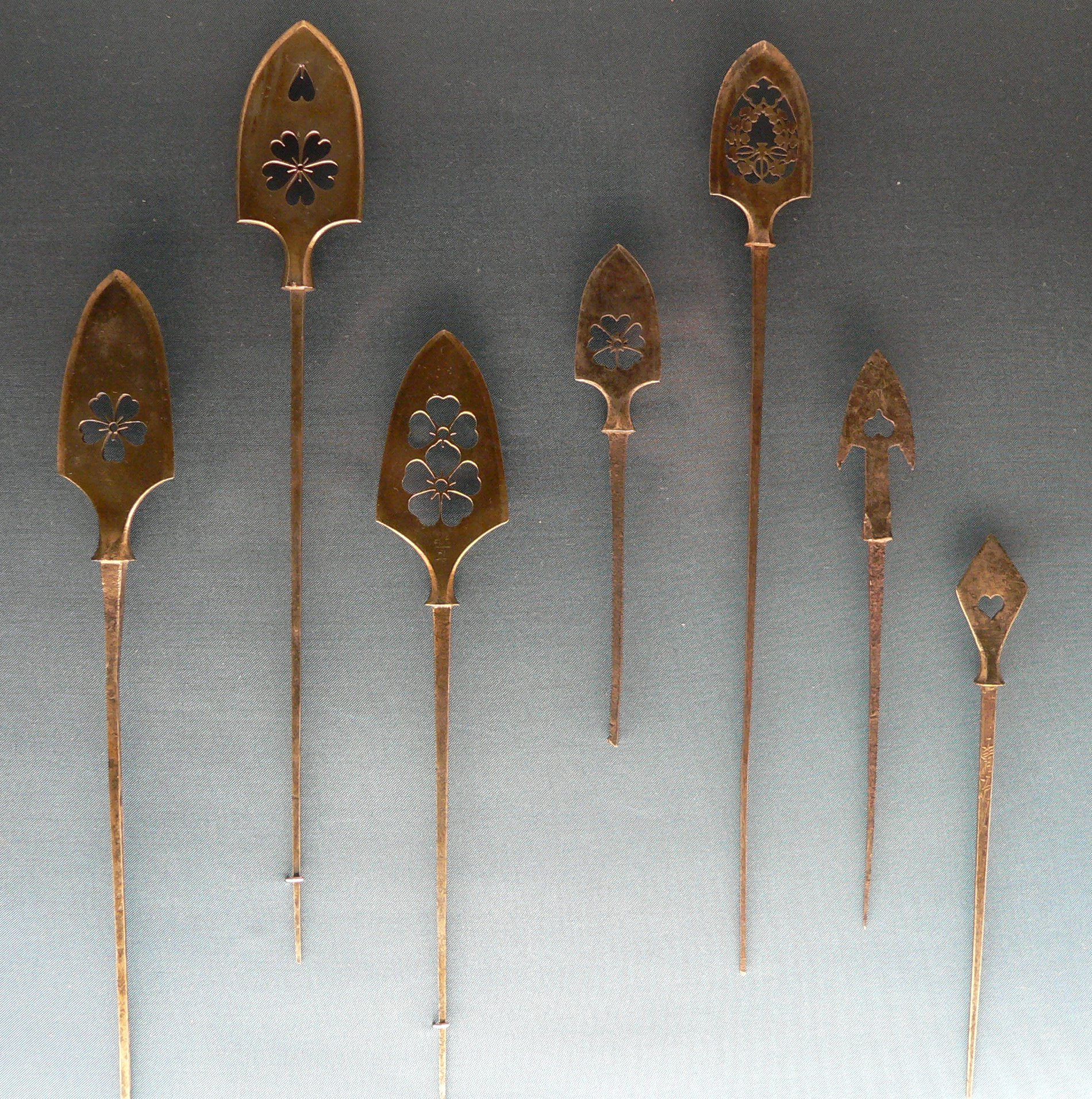
Zweischneidige Blattspitzen, Bronze, v.l.n.r: 1.–5. mit herabgezogener, 6. mit eingezogener Pfeilbasis (Widerhaken).

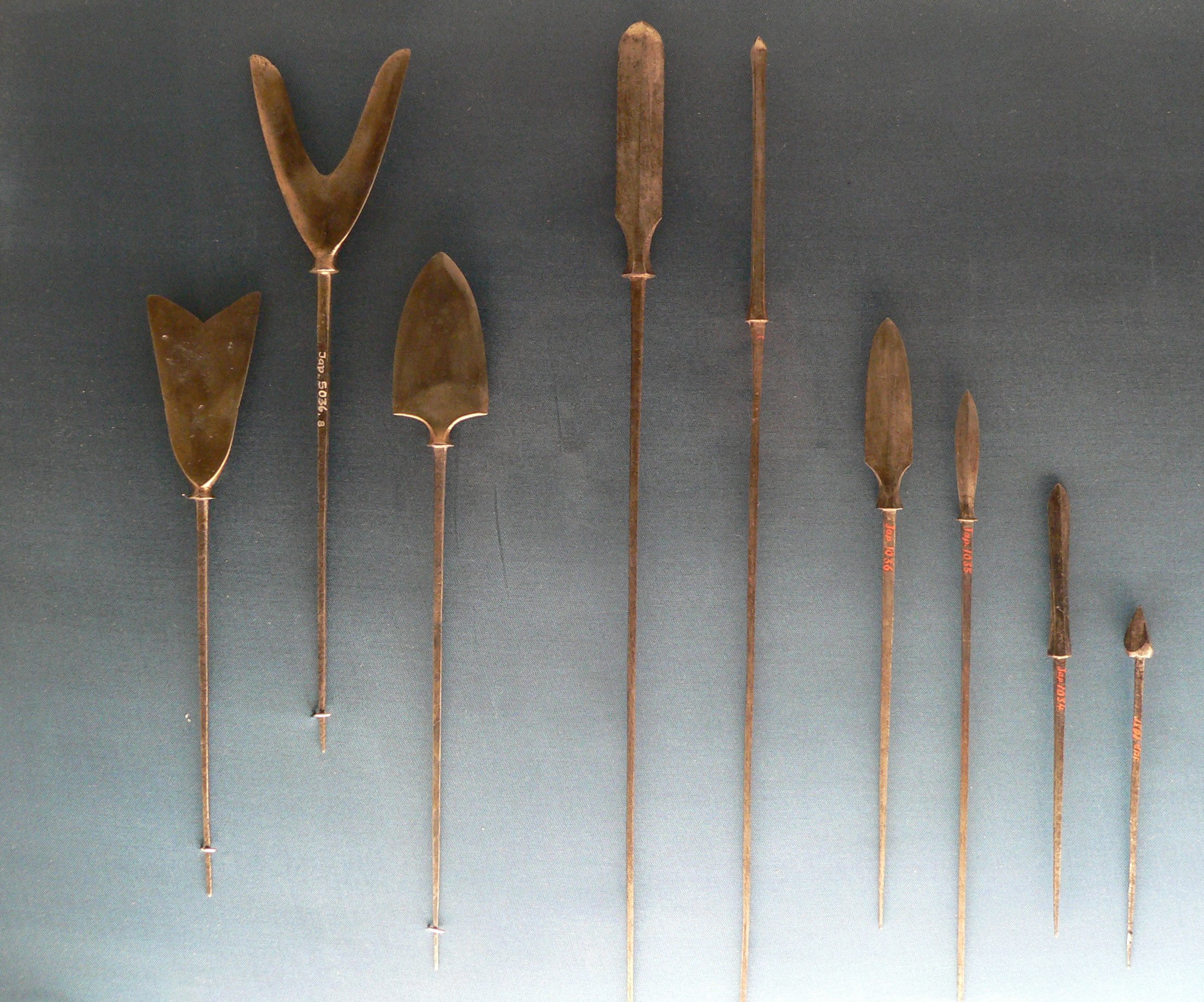
V. l. n. r: Zwei Querschneider, eine Blattspitze, die restlichen sind bodkinartig. Alle mit Steckangel.

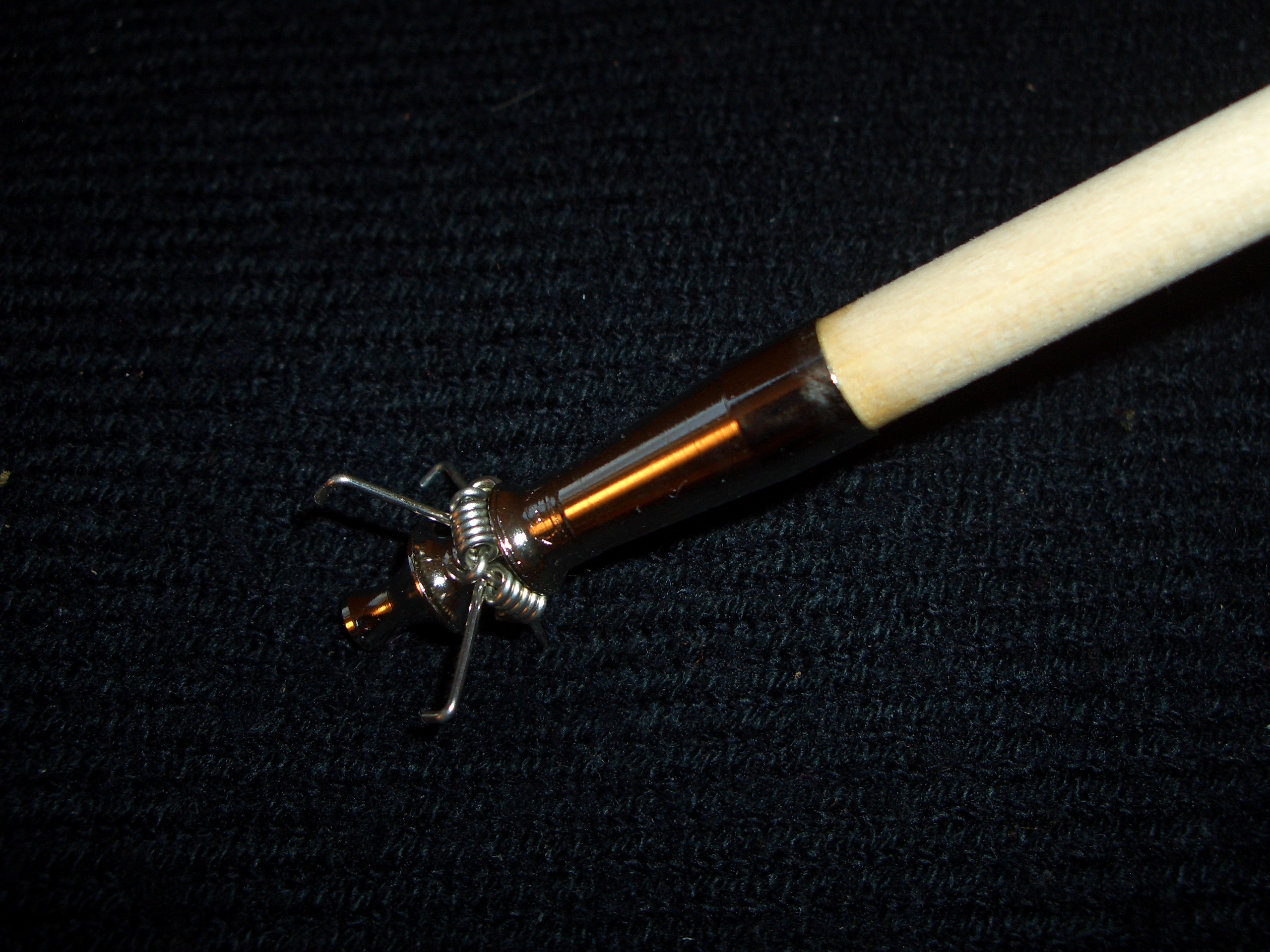
Judopoint-Spitze

Ungeflügelte Form
Die Spitze läuft nach vorne nadelspitz aus, ihr Querschnitt ist rund, dreieckig, viereckig oder achteckig. Die im Querschnitt runde Form ist heute als „Scheibenspitze“ bei Bogenschützen gebräuchlich, um die Zielscheiben so wenig wie möglich zu beschädigen. Die im Querschnitt drei- oder viereckige Form wird nach dem englischen Wort als Bodkin bezeichnet. Sie durchdringt Bleche, daher wurde sie früher gegen gepanzerte Ziele verwendet. Beispiele dafür sind die mittelalterliche englische Bodkin-Spitze, viele Armbrustbolzen sowie die häufigste Form römischer Katapultpfeile.
Blattspitze, geflügelte FormDie bekannteste Pfeilspitzenform, sie läuft nach vorne dreieckig in eine Spitze aus, die messerscharfen Klingen an den Außenseiten werden als Flügel bezeichnet, die Spitze selbst nennt sich Blatt. Sie wurde und wird am meisten als Jagd- und Kriegspfeilspitze verwendet. Ihre Funktion besteht darin, dass die geschliffenen Flügel beim Durchdringen des Beutetiers oder Feindes einen breiten Schusskanal durch den Körper des Opfers schneiden, ähnlich einem Schwertstich, wodurch das Opfer gewöhnlich stirbt. Die geflügelte Pfeilspitze hat meistens nur zwei scharfe Flügel wie eine kleine Speerspitze, daneben gibt es aber auch drei- und vierflügelige Pfeilspitzen, mit 30 % bzw. 50 % größerer Wirkung.
Bei den Blattpfeilspitzen können weiterhin noch die drei Arten unterschieden werden, wie die Flügel in die Schäftung übergehen, dieser Übergang wird Pfeilbasis genannt. Enden die Flügel an der Pfeilbasis plötzlich und stehen mit ihrer Hinterkante in einem 90°-Winkel zur Schäftung, spricht man von einer geraden Pfeilbasis. Sind die Enden der Flügel dagegen spitz (Widerhaken), so wird von einer eingezogenen Pfeilbasis gesprochen. Laufen die Flügel nach hinten zur Schäftung allmählich aus, nennt man dies angelegte Flügel oder herabgezogene Pfeilbasis.
Querschneider
Eine besondere Form der Blattpfeilspitzen sind die Querschneider, sie haben anstatt einer meist zwei Spitzen und sind in dem Bereich dazwischen geschliffen. Sie haben gewöhnlich ein halbmond- oder Y-förmig gegabeltes Blatt, seltener ist die Schneide gerade, das Blatt beilkopf-förmig. Auch bei Querschneidern kommen drei- und vierflügelige Formen vor, etwa im alten China.
Stumpfe Spitzen
Es gibt unterschiedliche Formen von stumpfen Spitzen (blunt). Blunts haben in der Regel einen abgeflachten Kopf, Judopoints zusätzlich seitliche Krallen. Heulspitzen haben normalerweise einen abgerundeten Kopf.

### Klassifikation mittelalterlicher Pfeilspitzen
Die Spitzen britischer und nordeuropäischer Machart aus dem Mittelalter werden nach dem Archäologen Oliver Jessop typisiert, der die Typologisierung von John Bryan Ward-Perkins zu arrow heads der Sammlungen des London Museum weiterentwickelte.
Oliver Jessop legte 1996 eine neue Pfeilspitzenklassifikation unter dem Veröffentlichungstitel A New Artefact Typology for the Study of Medieval Arrowheads vor, die die als Erstklassifikation konzipierte Typologie, die Ward-Perkins über 50 Jahre zuvor im London Museum Medieval Catalogue Nr. 7 von 1940 veröffentlicht hatte, basierend auf britischen Ausgrabungen und musealen Londoner Exponaten mit zum Teil ungenauen Datierungen und Herkunftsangaben der Fundstücke, ablösen sollte. Ward-Perkins stellte eine Klassifikation von 20 Grundtypen (Type 1 bis Type 20) vor aufgrund der äußeren Erscheinung. Jessop's System dagegen basiert auf einer Analyse der Funktion verschiedener Pfeilspitzenarten und gliedert diese in vier Kategorien, denen er 28 Grundformen zuordnet. Richard Wadge bezeichnet die Klassifikation als inzwischen weitgehend akzeptiert.

#### „Tang“
Der Buchstabe „T“ steht für engl. Tang, hier als Schaft ohne Hohlraum, eine Bezeichnung nach der Bauart.
Diese Pfeilspitzen stammen überwiegend aus dem 9. bis 10. Jahrhundert. Charakteristisch ist der durchgehende Schaft oder Stiel, (dt. Pfeilzunge) der im Pfeilschaft selbst befestigt wurde. Diese Pfeilspitzen wurden meist sowohl im Krieg als bei der Jagd verwandt.
Grundformbezeichnungen:
- T1, T2, T3

#### Mehrzweckspitzen
MP steht hier für MultiPurpose, eine Bezeichnung nach dem Allzweck.
Diese Formen, genutzt vom 11. bis 15. Jahrhundert, wurden auch meist sowohl im Krieg und bei der Jagd verwendet; sie sind charakterisiert durch eine hohle Hülse an der Spitze selbst, die den hölzernen Pfeilschaft aufnehmen konnte, was den Pfeil stabiler und aerodynamischer machte.
Grundformbezeichnungen:
- MP1, MP2, MP3, MP4, MP5, MP6, MP7, MP8, MP9, MP10

#### Kriegspfeilspitzen
M steht für Military.
Diese Formen, genutzt vom 10. bis 15. Jahrhundert, sind kompakt, scheinen überwiegend zu Kriegszwecken verwendet worden zu sein und sind ebenfalls charakterisiert durch eine Hülse für den Pfeilschaft. Die Formen M5 bis M10 sind so gestaltet, dass sie besonders gut Schutzausrüstung durchschlagen.
Grundformbezeichnungen:
- M1, M2, M3, M4, M5, M6, M7, M8, M9, M10

#### Jagdpfeilspitzen
Die Jagdspitzen (H=Hunting) haben ein Design, welches besonders gut für die Jagd geeignet war, H5 war eine weiche Spitze, die kleinere Jagdbeute vermutlich nicht zu stark beschädigte.
Grundformbezeichnungen:
- H1, H2, H3, H4, H5

#### Konkordanz Jessop/Ward-Perkins
Einige häufige als Referenzen genannte Typen nach Jessop und dem London Museum Medieval Catalogue:
| Jessop | Ward-Perkins  | Beschreibung           | Skizze |
| ------ | ------------- | ---------------------- | ------ |
| MP1    | Typ 2         |                        |        |
| MP2    | Typ 3         |                        |        |
| MP3    | Typ 1         |                        |        |
| MP4    | Typ 4         |                        |        |
| MP5    |               |                        |        |
| MP6    |               |                        |        |
| MP7    | Typ 13        |                        |        |
| MP8    |               |                        |        |
| MP9    |               | gedrungene Form von M6 |        |
| MP10   | Typ 5         |                        |        |
| M1     |               |                        |        |
| M2     |               |                        |        |
| M3     |               |                        |        |
| M4     | Typ 16        | Bodkin-Spitze          |        |
| M5     |               |                        |        |
| M6     |               |                        |        |
| M7     | Typ 7         |                        |        |
| M8     |               |                        |        |
| M9     |               |                        |        |
| M10    | Typ 8 und 10  |                        |        |
| H1     | Typ 6         |                        |        |
| H2     |               | ähnlich H1, V-Form     |        |
| H3     |               | hat Abarten            |        |
| H4     | Typ 14 und 15 |                        |        |
| H5     |               |                        |        |
| T1     |               |                        |        |
| T2     |               |                        |        |
| T3     |               |                        |        |
| T4     |               |                        |        |

### Wirkungsweisen

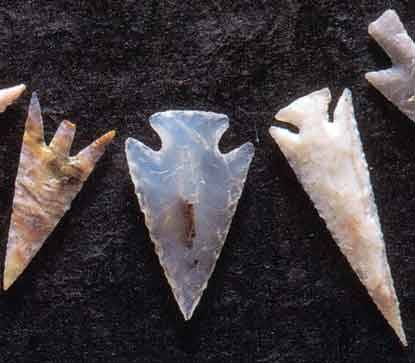
Pfeilspitzen aus Feuerstein

Wie eine Pfeilspitze auf ein getroffenes Zielmaterial einwirkt, hängt neben der Energie beim Auftreffen (Bogenzuggewicht, Pfeilgewicht, Schussentfernung) auch von der Form der Spitze selbst ab, die Art der Schäftung hat dabei nur eine geringe Bedeutung, bedeutend ist die Querschnittsbelastung.
Die einfachste ungeflügelte Spitzenform, eine rundliche Scheibenspitze oder auch ein einfach angespitzter Pfeilschaft, arbeitet nach demselben Prinzip wie eine kleinkalibrige Pistolenkugel, nur mit niedrigerer Geschwindigkeit: Die im Querschnitt kreisrunde Spitze dringt in ein getroffenes Material ein, wobei sie dieses zunächst verdrängt. Wenn das Material des Ziels dem Geschoss nun nicht mehr weiter elastisch nachgibt, sich also nicht weiter verdrängen lässt, so bricht es oder reißt an der schwächsten Stelle ein, dies schafft Platz für das weitere Eindringen des Pfeils. Solch einfache Spitzen arbeiten also wie ein Nagel, eine Ahle oder eine Nadel. Die Eindringtiefe und Durchschlagskraft des Pfeils hängt in diesem Fall auch von der Reißfestigkeit des getroffenen Materials ab. Ein reißfestes Material verlangt dem Pfeil mehr Energie zum Zerreißen desselben ab als ein weniger reißfestes, daher wird der Pfeil mit ungeflügelter Spitze hier weniger tief eindringen. Kugelsichere Westen etwa sind extrem reißfest und können von solchen Pfeilen in der Regel nicht durchdrungen werden.
Bei den geflügelten Pfeilspitzen, welche messerscharfe Klingen tragen, verdrängt die Pfeilspitze ebenfalls das getroffene Material, um sich ihren Weg zu bahnen; der Unterschied zu ungeflügelten Pfeilspitzen besteht bei diesen Spitzen aber darin, dass diese das getroffene Material nicht zerreißen müssen. Sie zerschneiden das Material mit ihren Klingen, und dies erfordert weniger Kraft als das Zerreißen desselben Materials.
Um beispielsweise einen Faden mit einer Zugfestigkeit von 50 N zu zerreißen, muss eine Kraft von 50 N aufgewendet werden; wird der Faden jedoch zerschnitten, sind geringere Kräfte nötig. Je schärfer das Schneidwerkzeug ist, desto weniger Kraft muss aufgewendet werden.
Daher verleihen geflügelte Pfeilspitzen mit scharfen Klingen einem Pfeil mehr Durchschlagskraft als ungeflügelte; je schärfer die Klinge ist, desto größer ist die Eindringtiefe. Die Form der Spitze spielt hierbei eine unbedeutende Rolle. Je schärfer die Klingen der Pfeilspitze sind, desto weniger Energie verbraucht das Geschoss, um sich einen Schusskanal durch sein Ziel zu schneiden.
Die Reißfestigkeit des getroffenen Materials spielt hier also keine Rolle mehr. Für die Durchschlagskraft des Pfeils sind nun nur noch dessen Schärfe, die Schnittfestigkeit des Zielmaterials, dessen Härte und natürlich das Material der Pfeilspitze relevant.
Von den Sonderformen der Pfeilspitze sind vor allem mehrspitzige Varianten zum Bogenfischen, pfeifende Pfeilspitzen und kolbenartige Vogelspitzen bekannt.
Die mehrspitzigen Pfeile sind zum Fischen gedacht, sie erhöhen die Wahrscheinlichkeit, einen angezielten Fisch zu treffen.
Pfeifende Pfeilspitzen haben gewöhnlich selbst keine schädigende Wirkung; diese Pfeilspitzen bestehen nur aus einer Art Pfeife nach dem Prinzip einer kleinen kugelförmigen Gefäßflöte, die vorn am Pfeilschaft montiert wird. Durch die hohe Geschwindigkeit des fliegenden Pfeils (ca. 200–350 km/h) setzt der Fahrtwind die Luft im Innern der Pfeifenröhre und die Röhre selbst in Schwingung und erzeugt so ein lautes Pfeifen, Heulen oder Zischen. Dieser in seiner Höhe und Klangfarbe durch Größe und Material der Pfeife variable Ton ist weit hörbar und wurde früher oft als Signalgeber verwendet. Pfeifende Pfeile waren früher unter anderem bei Reiterarmeen in Zentralasien und bei den Steppennomaden in Sibirien verbreitet. Die Jakuten im fernen Osten Sibiriens verwendeten die „singenden“ Pfeile für die Jagd auf Enten und Schwäne, weil sie meinten, dass der Pfeifton den Falkenschrei nachahme.
Die kolbenartigen Vogelspitzen bestanden meist aus einem zylindrischen Holzstück mit Bohrung am hinteren Ende zur Aufnahme des Pfeilschafts. Das vordere Ende konnte kantig oder abgerundet sein. Meist waren solche Spitzen wegen des großen Luftwiderstands tropfenförmig. Gebraucht wurden sie vor allem, um kleine Beutetiere in Bäumen zu jagen: Schösse nämlich ein Bogenschütze/Armbruster mit einer scharfen, geflügelten Pfeilspitze auf einen Marder oder Vogel, der im Baum sitzt, so würde das erschossene Tier am Baum aufgespießt. Der Jäger könnte die Beute und den wertvollen Pfeil dann nur noch durch Klettern erreichen. Benutzte der Jäger aber eine kolbenartige Spitze, so hat der Pfeil die Wirkung einer Keule oder eines Boxhandschuhs. Die Beute wird erschlagen und fällt vom Baum, ebenso der Pfeil, der nicht im Holz stecken bleibt. Daneben waren solche stumpfen Spitzen auch wichtig, um das wertvolle Fell des Tiers nicht zu beschädigen (insbesondere bei Wiesel, Eichhörnchen und Marder). Im 11. Jahrhundert war es in England erlaubt, Niederwild mit Pfeil und Bogen zu jagen. Das war auch mit stumpfen Spitzen möglich. Verwendete man aber geschliffene Spitzen, mit denen auch größeres Wild erlegt werden konnte, wurde man gehängt.
Im Sportbereich, insbesondere beim Roven, also dem Bogenschießen auf Gegenstände in der freien Natur, werden heutzutage auch stumpfe Spitzen verwendet. So bleiben z. B. (Gummi-)Blunts in der Regel nicht in Holzstümpfen stecken. Judopointspitzen haben zusätzlich Krallen, die verhindern sollen, dass sich der Pfeil unter die Grasnarbe oder eine Laubschicht bohrt und dort nicht mehr gefunden wird. Beim Zurückstecken in einen Köcher können allerdings genau diese Krallen auch die Befiederung anderer Pfeile beschädigen.

### Herstellung
Zur Herstellung von Pfeilspitzen wurden je nach verfügbarem Material verschiedene Techniken angewendet:
Pfeilspitzen aus Holz, Bambus und Horn sind die entwicklungsgeschichtlich ältesten. Sie wurden gewöhnlich mit einem Messer (z. B. aus Feuerstein) geschnitzt. Diese Spitzen konnten sehr scharfe Schneiden aufweisen, besonders jene aus Horn, Bambus und Harthölzern. Bei den Blasrohrpfeilen der Amazonasvölker wird die Spitze traditionell mit der Unterkieferhälfte eines Piranha angespitzt. Das vordere Ende des Pfeilschafts wird dabei unter stetigem Drehen immer wieder zwischen zwei Zähnen des Fischkiefers hindurchgezogen. Da die Piranha-Zähne scharfe Schneiden aufweisen, schneiden sie dabei kleine Späne vom Hartholz ab, bis der Pfeil nadelspitz ist.
Pfeilspitzen aus Knochen und Geweih wurden dagegen meistens mit Sandstein in die richtige Form geschliffen. Zum genauen Schnitzen waren diese Materialien zu hart. Bei den Knochenspitzen kam zunächst die Tüllenschäftung auf: Die dicken Röhrenknochen der größeren Tiere haben Wandstärken von 3 cm und mehr, genug Material also, um eine Pfeilspitze auszuschneiden und am hinteren Ende noch ein Loch für den Pfeilschaft zu bohren. Geweihspitzen hatten wohl eine größere Lebensdauer, weil sie weniger brüchig waren als Knochenspitzen, mussten dafür aber mit einer Flachangel befestigt werden, weil das Geweih eine geringere Wandstärke hatte als Knochen. Beide Materialien erreichten aber bereits eine beträchtliche Klingenschärfe.

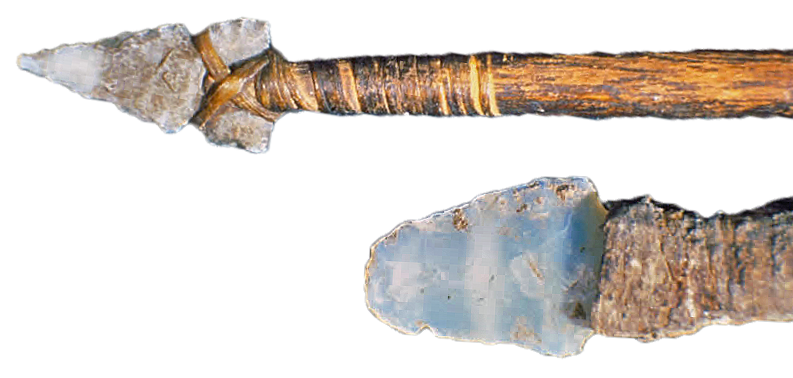
Befestigung einer Spitze und Klinge am Schaft

In den Regionen, wo Feuerstein (Flint) vorkommt, setzte sich dieser schließlich als Pfeilspitzenmaterial durch. Für die Herstellung der kleinen Feuersteinspitzen war ein beträchtlicher Aufwand nötig: Zuerst musste ein genügend großer Feuerstein gefunden werden, der sich als Rohmaterial eignete. Zunächst wurde der Rohstein zerschlagen und die dabei meist zahlreich entstehenden scharfen Bruchstücke ausgewählt. Ein spitzes Geweih-Ende (Zwischenstück) wurde nun, wenige Millimeter vom Rand eines geeigneten Steins entfernt, wie ein Meißel auf diese Fläche gesetzt und dann mit einem als Hammer fungierenden Stein auf den Geweihmeißel geschlagen. War die Schlagstärke des Hammersteins und der Winkel des Geweihstücks zum Flintstein richtig bemessen, sprang eine dreieckige Zunge vom Rand des Flintsteins ab, eine sogenannte Klinge. Dabei entstand an der Abbruchstelle eine neue Kante, an der später die Prozedur wiederholt werden konnte. Die abgespaltenen Klingen dienten als Pfeilspitzenrohlinge. Um sie in brauchbare Pfeilspitzen umzuarbeiten, wurden sie mit einem Stück Leder festgehalten (um sich nicht in die Finger zu schneiden). Mit einem spitzen Stück Geweih wurde am Rand des dreieckigen Splitters dessen dünne Kante von oben nach unten, gegen die Hand zum Leder hin, abgedrückt. Dieser Arbeitsschritt wird als Retusche bezeichnet. Während des Retuschierens wurde der Rohling abwechselnd auf die eine oder die andere Seite gelegt, um die Symmetrie zu erhalten, bis die Spitze ihre typisch dreieckige Form und die richtige Größe erreicht hatte. So wurde auch das hintere Ende der Spitze in manchen frühen Kulturen in eine Angel verwandelt. Gegebenenfalls wurden auf diese Art und Weise auch Widerhaken eingearbeitet. Alle scharfen Kanten der Angel wurden zuletzt abgestumpft, damit sie die Umwicklung des Pfeils beim Aufprall nicht zerschnitten, was zum Spalten des Pfeilschafts geführt hätte. Der größte Nachteil von Flintspitzen war ihre Sprödigkeit, bei einem Fehlschuss in den Boden oder einen Baum zerbrach die Spitze meist. Beim Aufprall auf einen Knochen im Körper des Beutetiers/Feindes geschah dies ebenfalls, es entstand aber eine scharfe Bruchkante, wodurch das Geschoss kaum gebremst wurde. Man kann daher Flintpfeilspitzen durchaus als erste selbstschärfende Munition der Welt bezeichnen, was sie neben der größeren Schärfe und dem höheren Gewicht den Holz-, Horn-, Knochen- und Geweihspitzen überlegen machte. Der wegen der Masse relativ geringerer Luftwiderstand sowie die stärkere Verlagerung des Pfeilschwerpunkts nach vorn führten zu einer höheren Treffsicherheit.
Der qualitativ beste Feuerstein der amerikanischen Prärien wurde im Norden des heutigen Texas gefunden. Das Alibates Flint Quarries National Monument bei Amarillo bewahrt einen Fundort am Canadian River, der zwischen 11.000 v. Chr. und 1870 genutzt wurde. Pfeilspitzen aus dem farblich charakteristischen Alibates-Feuerstein können in den Great Plains und im Südwesten gefunden werden.

## Alter
In einer Höhle in KwaZulu-Natal, in Südafrika haben Forscher das älteste Zeugnis der Jagd mit Pfeil und Bogen entdeckt. Die etwa fünf Zentimeter lange Pfeilspitze aus Knochen datierten sie auf ein Alter von 61 000 Jahren. Demnach begann die Jagd mit Pfeil und Bogen rund 20 000 Jahre früher als bislang angenommen.